# Anna Paulson
Anna Paulson, född 29 februari 1984 i Umeå, är en svensk före detta fotbollsspelare som spelade som högerback. Hon spelade för Sveriges landslag.

## Klubbkarriär
Paulsons moderklubb är Gimonäs CK. 2001 gick hon till Umeå IK. Hon vann fem SM-guld och fyra guld i Svenska cupen i Umeå IK. I juli 2011 fick Paulson lämna klubben.

## Landslagskarriär
Paulson landslagsdebuterade för Sverige mot Finland i Vasa i Finland den 2 oktober 2004, i en EM-kvalmatch som slutade 1–1. Hon var uttagen i Sveriges trupp till EM 2009. Har spelat 44 A-landskamper och gjort 1 mål. (1/4 2010)

## Meriter
- Grundare av Unicornbee 2023
- SM-guld 2001, 2002, 2005, 2006, 2007
- Svenska cupvinnare 2001, 2002, 2003, 2007
- Guld i Uefa Women's Cup 2003, 2004
- EM 2005 (semifinalförlust mot Norge)
- VM 2007 (utslagna i gruppspelet)